# Helicoverpa punctigera
Helicoverpa punctigera är en fjärilsart som beskrevs av Hans Daniel Johan Wallengren 1860. Helicoverpa punctigera ingår i släktet Helicoverpa och familjen nattflyn. Inga underarter finns listade i Catalogue of Life.

## Bildgalleri

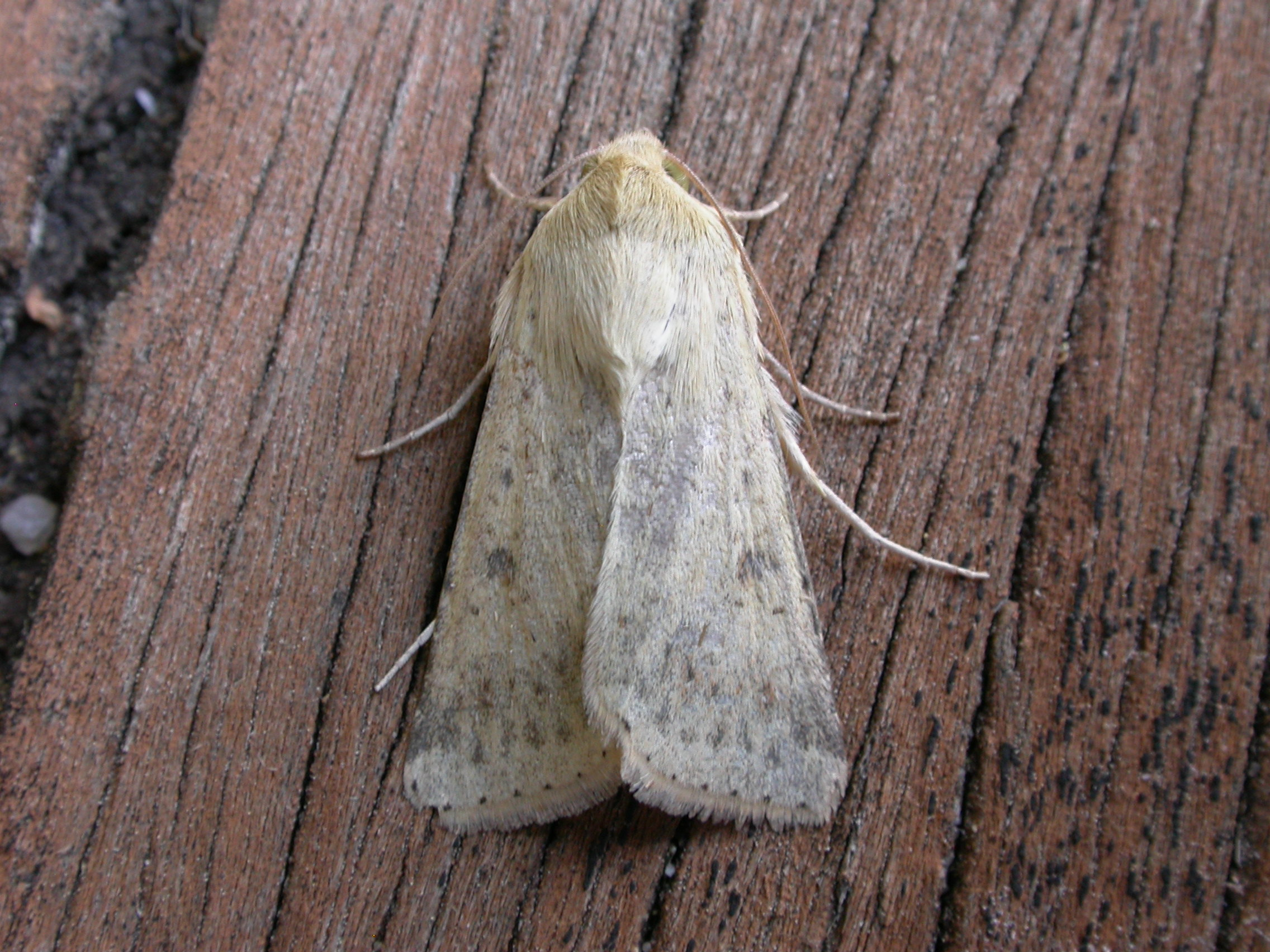
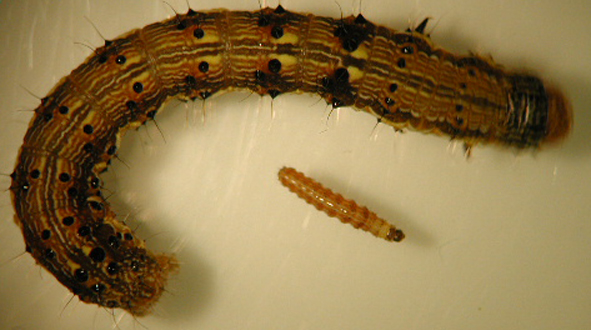